# De sju dödssynderna

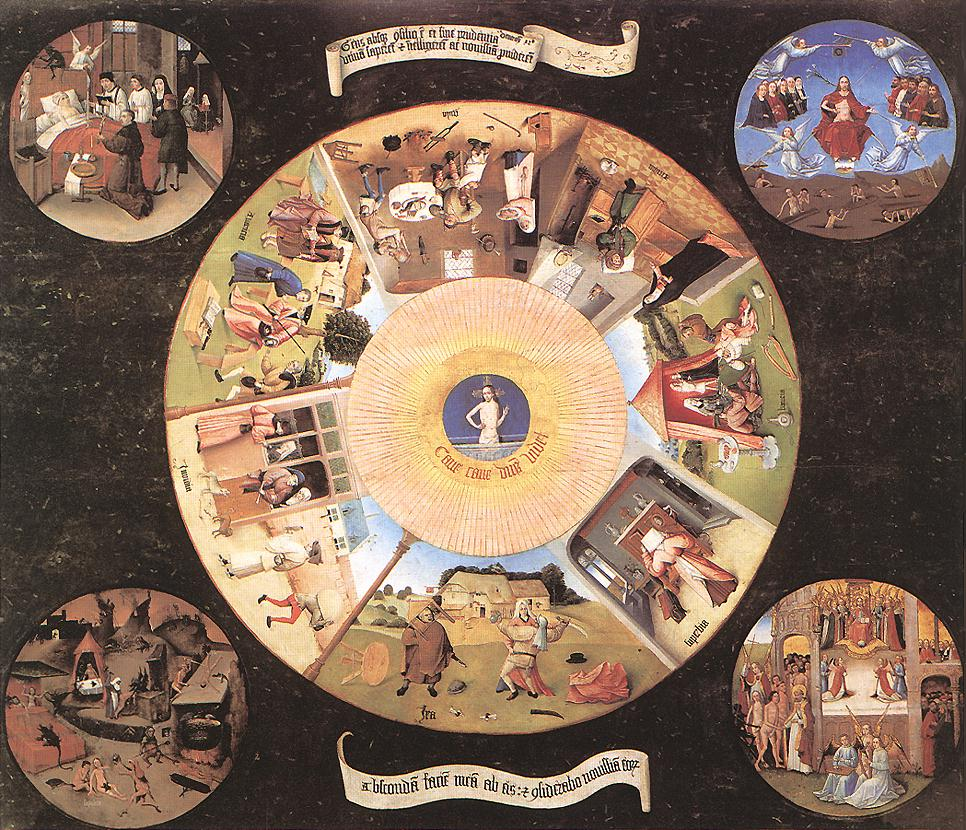
Hieronymus Boschs målning De sju dödssynderna.

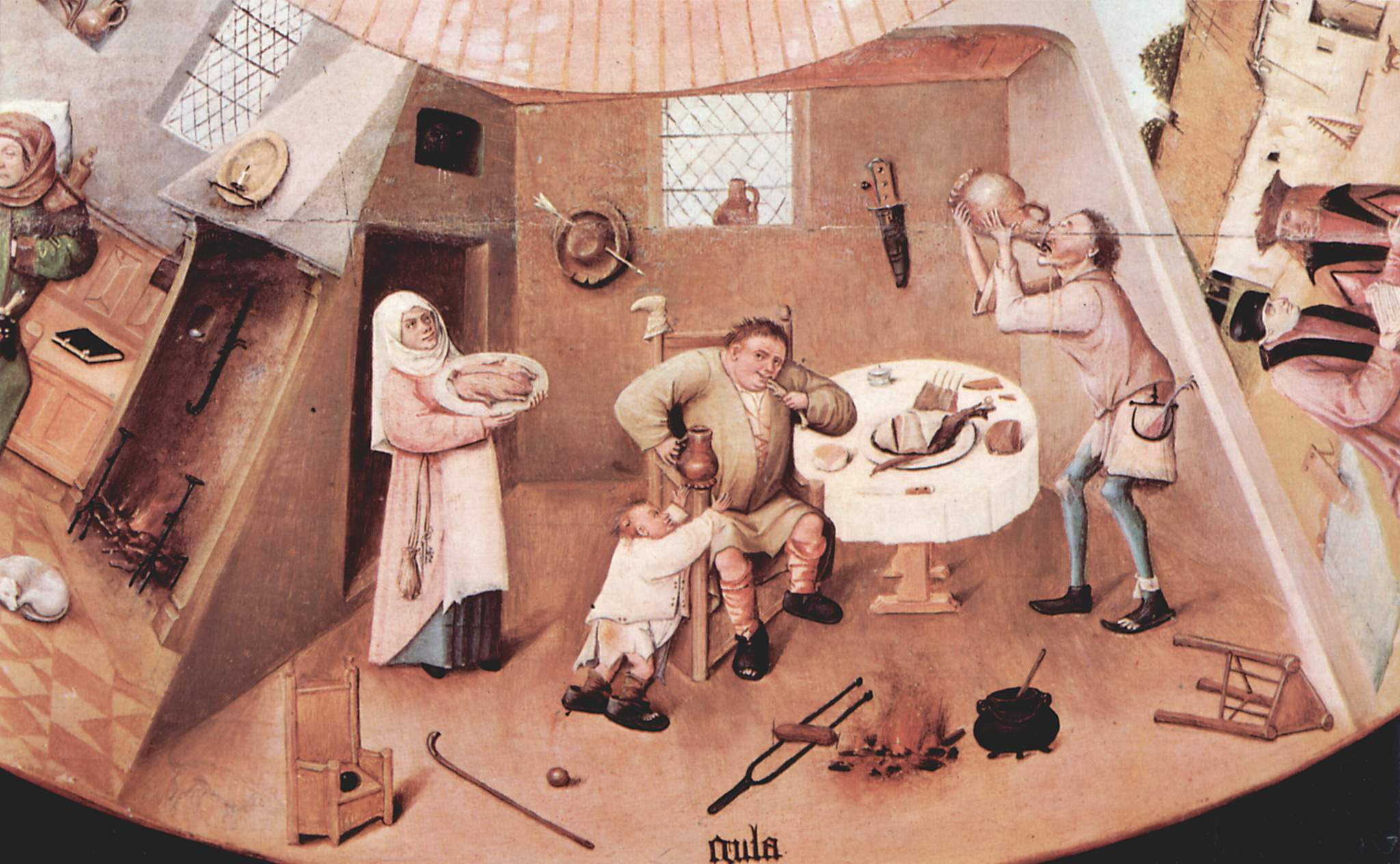
Dödssynden frosseri, detalj från målningen ”De sju dödssynderna” av Hieronymus Bosch.

De sju dödssynderna (latin: septem peccata mortalia), huvudsynderna eller kardinalsynderna, är begrepp inom katolicismen. Dödssynder är ett från Nya Testamentet hämtat uttryck, men de är inte explicit uppräknade där. Inom katolicismen är dessa de svårare synder som består i att människan med fullt vett och fri vilja överträder Guds bud i en viktig sak. Dessa synder gör henne skyldig till den eviga dödens straff och kan endast försonas genom botens sakrament.
De har alla positiva motsvarigheter i de sju dygderna. De sju dödssynderna var under medeltiden tillsammans med de tio budorden de främsta utgångspunkterna för etiska diskussioner och betraktelser.
Termen kommer av att de anses leda till dels andra laster och synder, dels till evig fördömelse, om syndaren inte ångrar sig.

## De sju dödssynderna
Dödssynderna finns inte uppräknade i Bibeln, utan det var påve Gregorius I som utarbetade den nuvarande listan:
- Högmod (superbia)
- Girighet (avaritia)
- Vällust (luxuria)
- Avund (invidia)
- Frosseri (gula)
- Vrede (ira)
- Lättja (acedia)

## Minneslista
Under medeltiden blev de sju dödssynderna ett välkänt begrepp. För att lättare komma ihåg dem associerade man var och en av synderna med ett vanligt förekommande djur:
- Högmod – påfågel
- Girighet – räv (eller groda)
- Lust – get
- Avund – hund
- Frosseri – gris
- Vrede – varg
- Lättja – åsna